# Utredningar vid internationella brottsmålsdomstolen

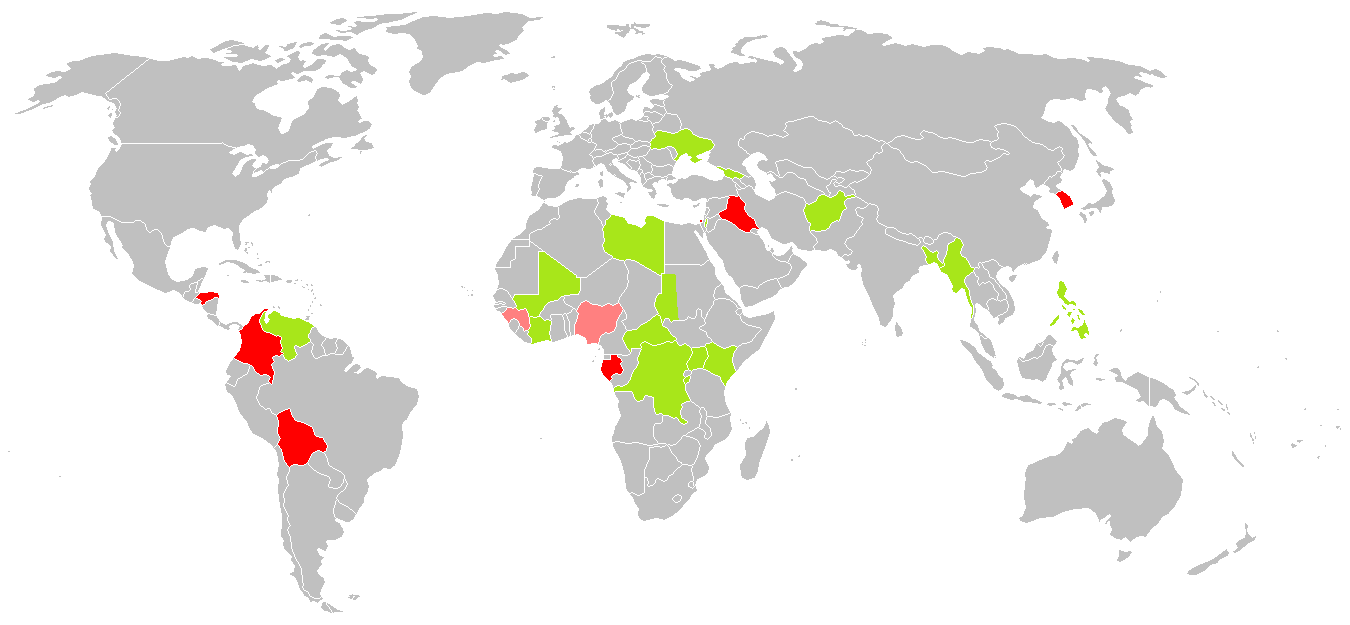
Internationella brottsmålsdomstolens utredningar världen runt (från sommaren 2012)
Grönt: Officiella utredningar (Uganda, Kongo, Centralafrikanska republiken, Darfur (Sudan), Kenya, Libyen, Elfenbenskusten och Mali)
Ljusröd: Pågående preliminära utredningar (Afghanistan, Colombia, Guinea, Georgien, Honduras, Mali, Nigeria, Palestina och Korea
Mörkröd: Stängda preliminära utredningar (Irak and Venezuela)

Internationella brottsmålsdomstolen har inlett utredningar beträffande åtta följande konfliktfyllda länder och regioner i Afrika: Kongo, Uganda, Darfur (Sudan), Kenya, Libyen, Elfenbenskusten och Mali.

## Översikt
| Åtalade personer              | Land/konflikt                | Rättegång                           | Nuvarande status                                                             | Ref. |
| ----------------------------- | ---------------------------- | ----------------------------------- | ---------------------------------------------------------------------------- | ---- |
| Thomas Lubanga Dyilo          | Kongo                        | 26 jan. 2009 - 26 aug. 2011         | Hålls i förvar av ICC. Dömd till 14 års fängelse.                            | 1    |
| Bosco Ntaganda                | Kongo                        | Beräknas påbörjas den 23 sept. 2013 | Hålls i förvar av ICC.                                                       | 1    |
| Germain Katanga               | Kongo                        | 27 juni - 18 juli 2008              | Hålls i förvar av ICC.                                                       | 1    |
| Mathieu Ngudjolo Chui         | Kongo                        |                                     |                                                                              |      |
| Callixte Mbarushimana         | Kongo                        |                                     |                                                                              |      |
| Sylvestre Mudacumura          | Kongo                        |                                     |                                                                              |      |
| Joseph Kony                   | Uganda                       |                                     |                                                                              |      |
| Vincent Otti                  | Uganda                       |                                     |                                                                              |      |
| Raska Lukwiya                 | Uganda                       |                                     |                                                                              |      |
| Okot Odhiambo                 | Uganda                       |                                     |                                                                              |      |
| Dominic Ongwen                | Uganda                       |                                     |                                                                              |      |
| Jean-Pierre Bemba             | Centralafrikanska republiken |                                     | Hålls i förvar av ICC.                                                       | 1    |
| Ahmed Haroun                  | Darfur/Sudan                 |                                     |                                                                              |      |
| Ali Kushayb                   | Darfur/Sudan                 |                                     |                                                                              |      |
| Omar al-Bashir                | Darfur/Sudan                 |                                     |                                                                              |      |
| Bahr Idriss Abu Garda         | Darfur/Sudan                 |                                     |                                                                              |      |
| Abdallah Banda                | Darfur/Sudan                 |                                     |                                                                              |      |
| Saleh Jerbo                   | Darfur/Sudan                 |                                     |                                                                              |      |
| Abdel Raheem Muhammad Hussein | Darfur/Sudan                 |                                     |                                                                              |      |
| William Ruto                  | Kenya                        |                                     |                                                                              |      |
| Joshua Sang                   | Kenya                        |                                     |                                                                              |      |
| Henry Kosgey                  | Kenya                        |                                     |                                                                              |      |
| Francis Muthaura              | Kenya                        |                                     |                                                                              |      |
| Uhuru Kenyatta                | Kenya                        |                                     |                                                                              |      |
| Mohammed Hussein Ali          | Kenya                        |                                     |                                                                              |      |
| Muammar Gaddafi               | Libyen                       |                                     |                                                                              |      |
| Saif al-Islam Gaddafi         | Libyen                       |                                     |                                                                              |      |
| Abdullah Senussi              | Libyen                       |                                     |                                                                              |      |
| Laurent Gbagbo                | Elfenbenskusten              |                                     | Hålls i förvar av ICC.                                                       | 1    |
| Simone Gbagbo                 | Elfenbenskusten              |                                     | Arresterad den 11 april 2011. Hålls i förvar av Elfenbenskusten myndigheter. |      |

## Preliminära utredningar
Förutom de sju konfliktområden där formella utredningar pågår är ett flertal andra konflikter också under "preliminär utredning". Dessa är: Afghanistan, Colombia, Guinea, Georgien, Honduras, Korea, Nigeria och Palestina. De tidigare preliminära utredningarna runt konflikten i Irak och Venezuela lades ned den 10 februari 2006.